# Apanteles monticola
Apanteles monticola är en stekelart som beskrevs av William Harris Ashmead 1890. Apanteles monticola ingår i släktet Apanteles och familjen bracksteklar. Inga underarter finns listade i Catalogue of Life.